# Поручин (Україна)
Пору́чин — село в Україні, у Бережанській міській громаді Тернопільського району Тернопільської області. Розташоване на річці Золота Липа, на заході району.
Населення — 503 особи (2007). Дворів — 172.

## Географія
У селі є вулиці: Бічна, Богдана Лепкого та Польова. Селом тече річка Королівка.

### Клімат
Для села характерний помірно континентальний клімат. Поручин розташований у «холодному Поділлі» — найхолоднішому регіоні Тернопільської області.
| Клімат Поручина           | Клімат Поручина | Клімат Поручина | Клімат Поручина | Клімат Поручина | Клімат Поручина | Клімат Поручина | Клімат Поручина | Клімат Поручина | Клімат Поручина | Клімат Поручина | Клімат Поручина | Клімат Поручина | Клімат Поручина |
| Показник                  | Січ.            | Лют.            | Бер.            | Квіт.           | Трав.           | Черв.           | Лип.            | Серп.           | Вер.            | Жовт.           | Лист.           | Груд.           | Рік             |
| Середній максимум, °C     | −1,4            | 0,0             | 4,9             | 12,9            | 19,0            | 22,2            | 23,4            | 22,9            | 18,5            | 12,7            | 5,6             | 0,7             | 11              |
| Середня температура, °C   | −4,3            | −2,9            | 1,3             | 8,1             | 13,7            | 16,9            | 18,1            | 17,5            | 13,5            | 8,2             | 2,7             | −1,8            | 7               |
| Середній мінімум, °C      | −7,2            | −5,7            | −2,2            | 3,4             | 8,4             | 11,6            | 12,9            | 12,1            | 8,5             | 3,8             | −0,1            | −4,2            | 3               |
| Норма опадів, мм          | 32              | 31              | 33              | 49              | 76              | 89              | 95              | 70              | 56              | 39              | 37              | 40              | 647             |
| ------------------------- | --------------- | --------------- | --------------- | --------------- | --------------- | --------------- | --------------- | --------------- | --------------- | --------------- | --------------- | --------------- | --------------- |
| Джерело: climate-data.org |                 |                 |                 |                 |                 |                 |                 |                 |                 |                 |                 |                 |                 |

## Історія
Поблизу села виявлено археологічні пам'ятки пізнього палеоліту.
Відоме від 14 ст.
Діяли «Просвіта», «Луг» та інші товариства, кооператива.
12 червня 2020 року, відповідно до розпорядження Кабінету Міністрів України № 724-р «Про визначення адміністративних центрів та затвердження територій територіальних громад Тернопільської області» увійшло до складу Бережанської міської громади.
19 липня 2020 року, в результаті адміністративно-територіальної реформи та ліквідації Бережанського району, село увійшло до складу Тернопільського району.

## Населення

### Мова
Розподіл населення за рідною мовою за даними перепису 2001 року:
| Мова       | Кількість | Відсоток |
| ---------- | --------- | -------- |
| українська | 499       | 100%     |

## Пам'ятки
- церква святої преподобної Параскеви Сербської (1410, дерев'яно-камінна; неодноразово реставрована),
- Пам'ятні хрести на честь скасування панщини 1848 року, оберігання від холери та від «всяких хвороб»,
- Меморіальна табличка на будинку, де народився Л. Лепкий (1992, скульптор Йосип Дядюх)[6],
- Символічна могила Борцям за волю України (1996).

## Соціальна сфера
Працюють бібліотека, ФАП, кімната-музей родини Лепких.

## Відомі люди

### Народилися
- Болюх Пилип — лицар Бронзового хреста заслуги УПА та Срібного хреста бойової заслуги УПА 2 класу.
- фольклорист, етнограф, громадсько-культурний діяч Зенон Кузеля
- економіст, музичний діяч В. Майковський
- поет, прозаїк, художник, композитор, громадський діяч, підхорунжий булавного відділу І полку Легіону УСС[7] Лев Лепкий

### По'язані із селом
- У селі душпастирював священик УГКЦ, письменник, громадсько-культурний діяч о. Сильвестр Лепкий.
- Провів частину дитячих років Микола Лепкий.

## Галерея

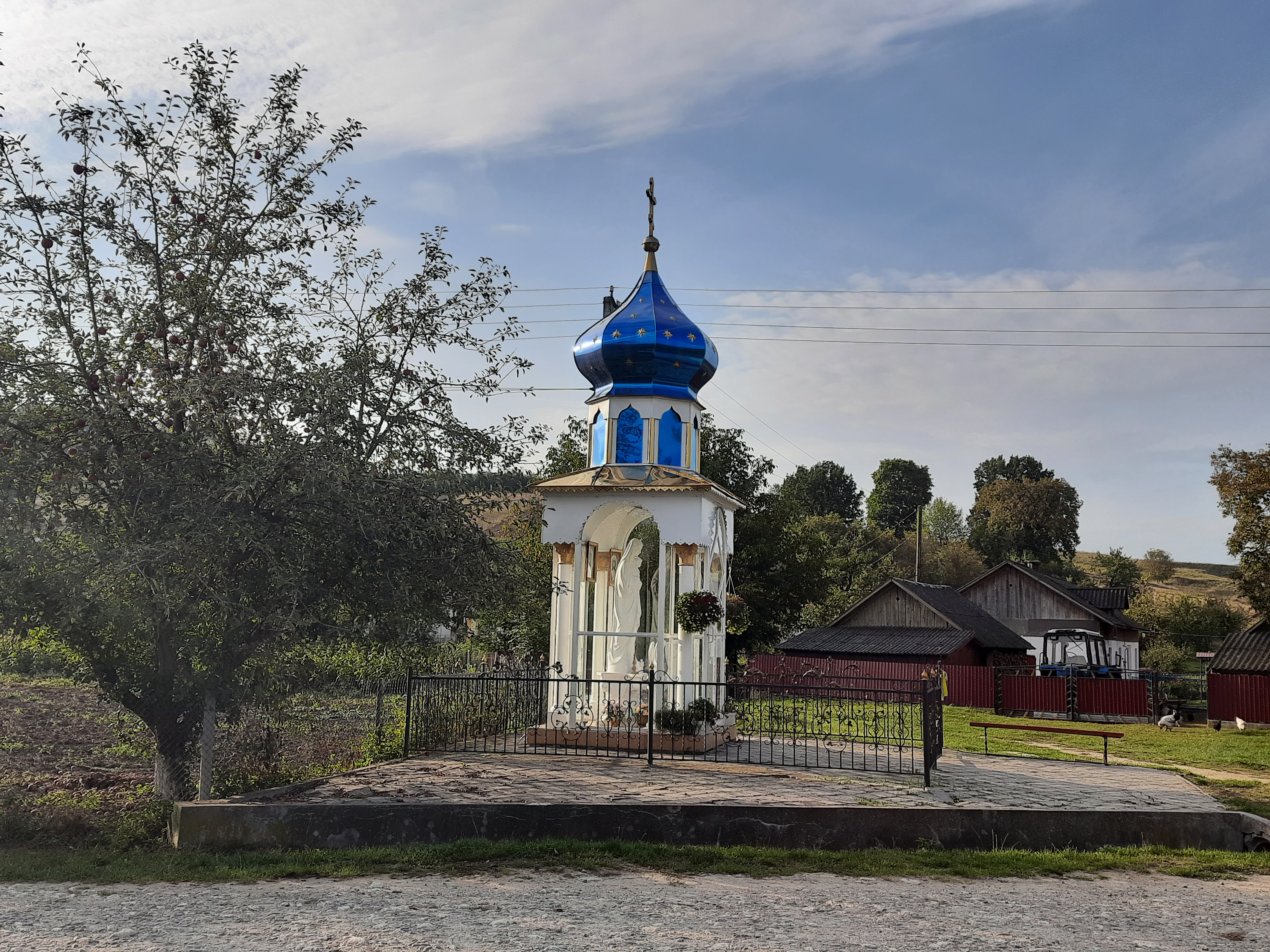
Капличка
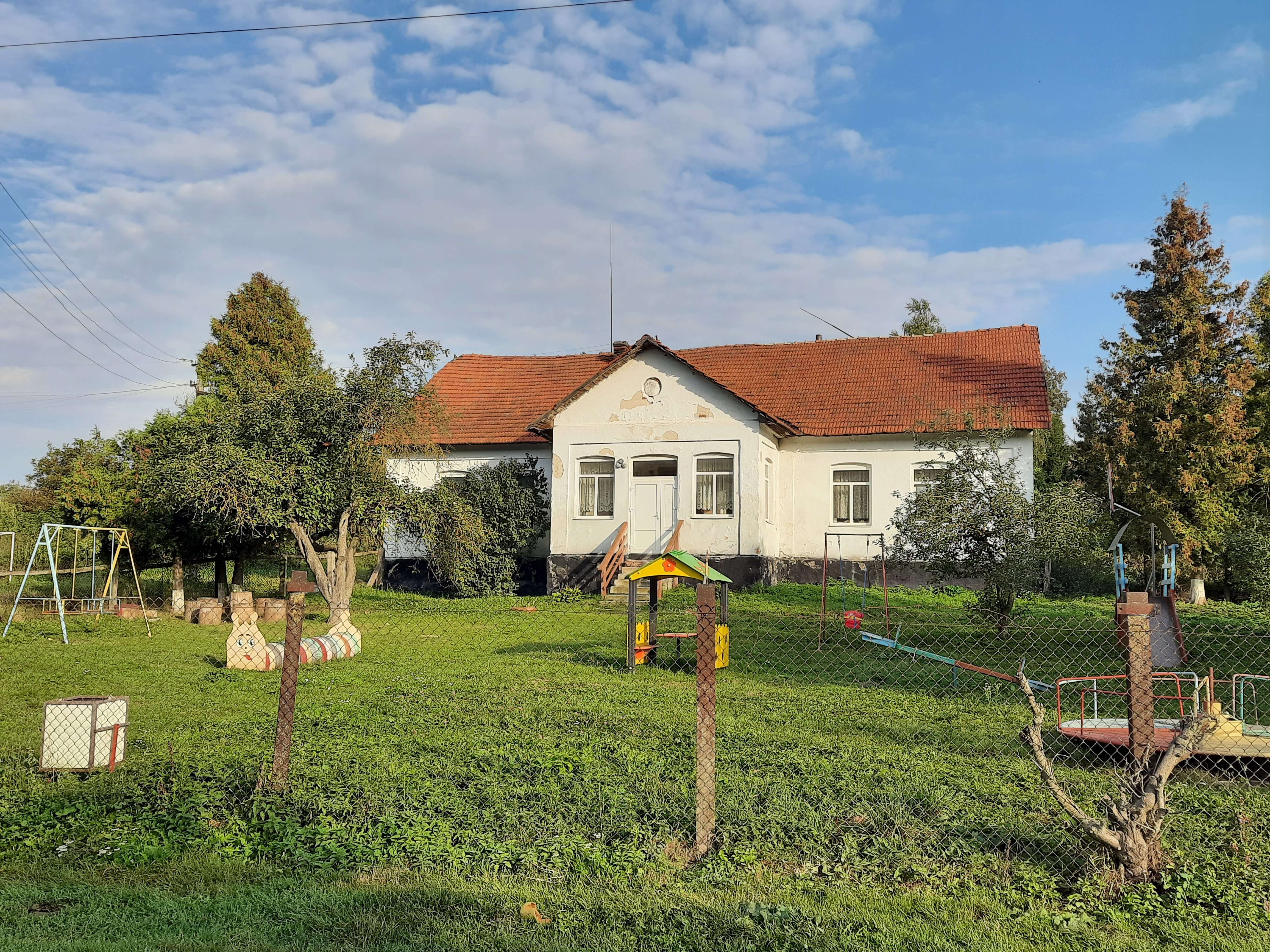
Дитячий садок
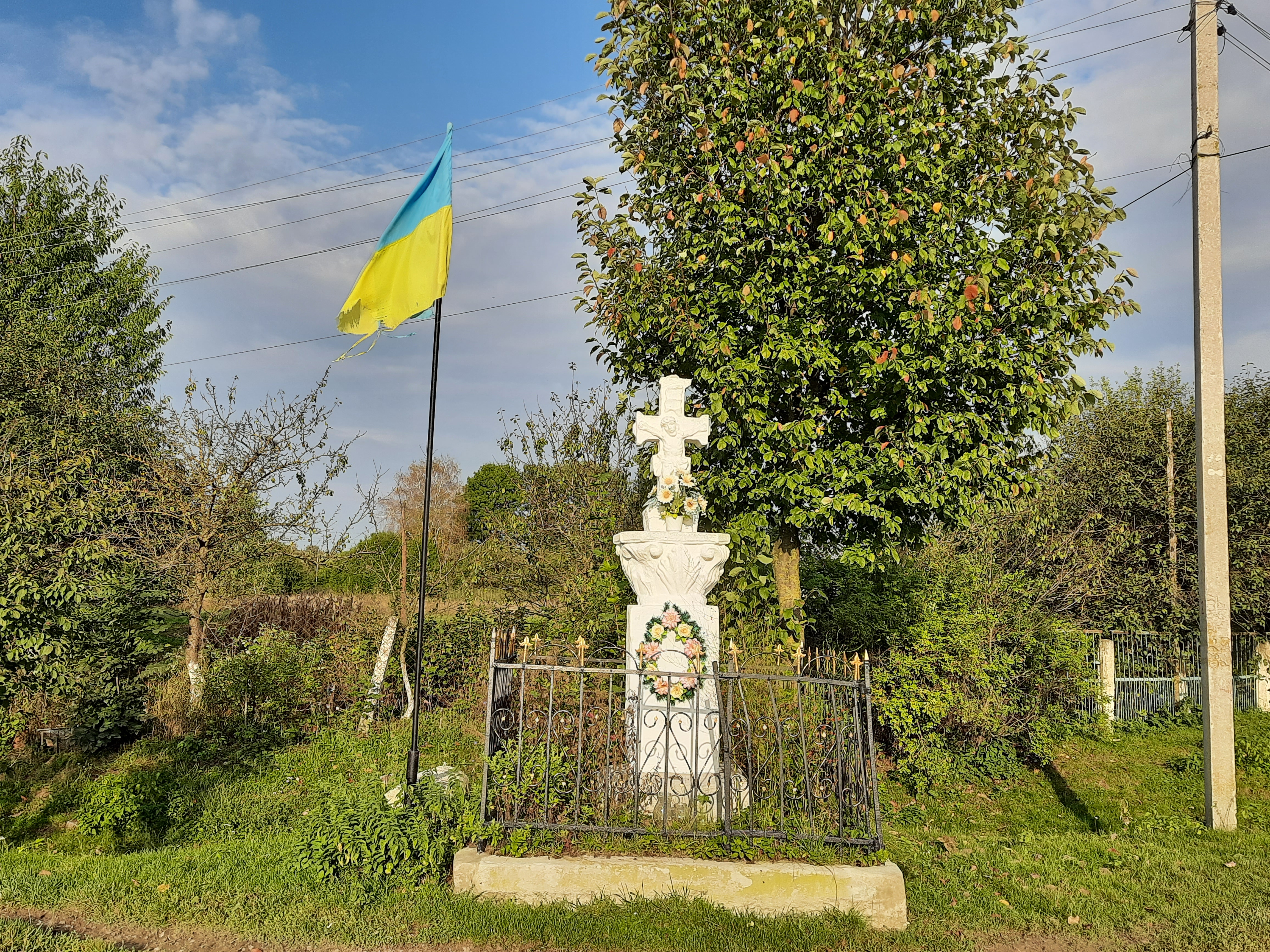
Пам'ятний хрест
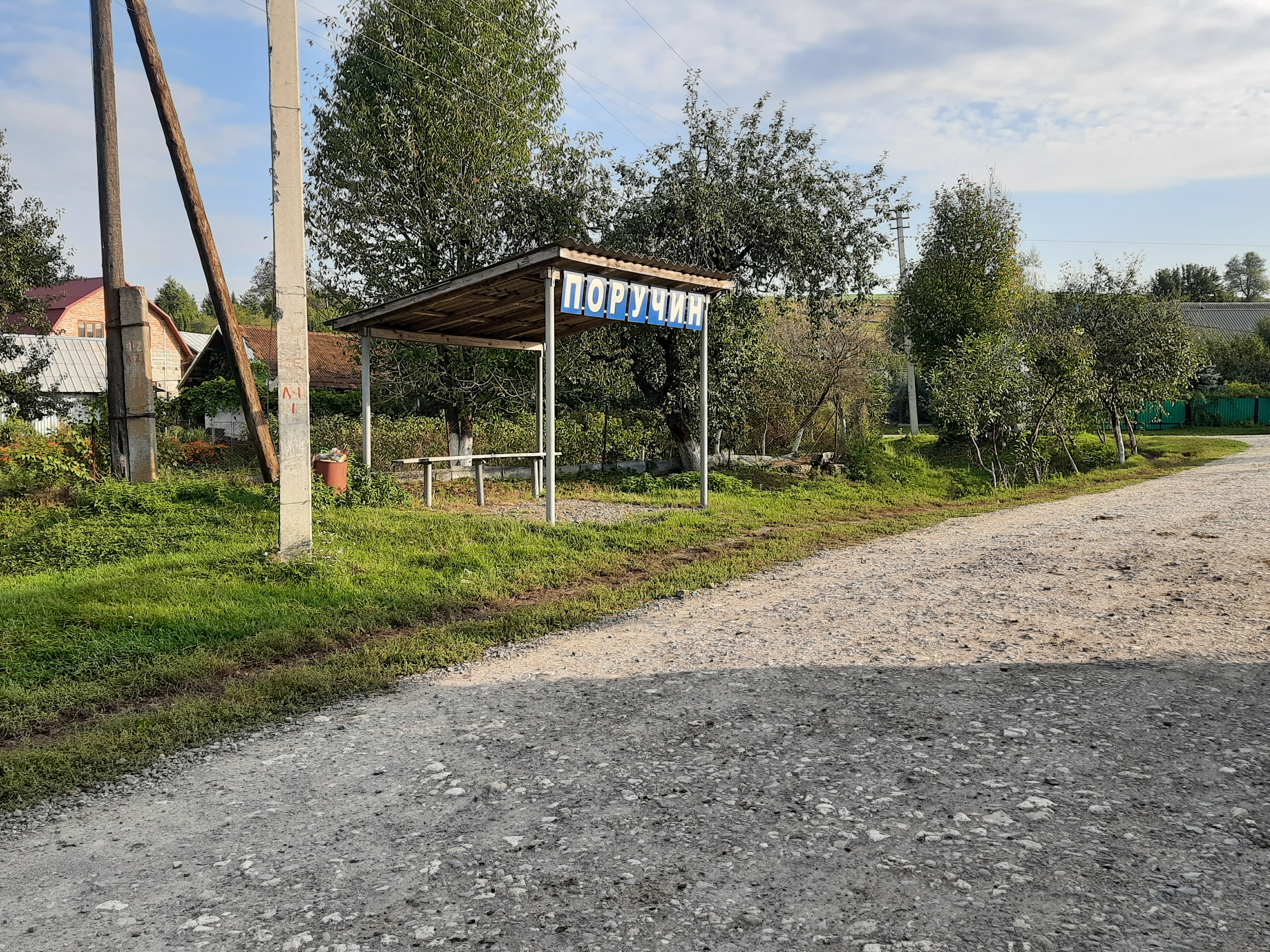
Автобусна зупинка